# Just Dance 2015
Just Dance 2015 (ook wel bekend als Just Dance 6) is een muziekspel ontwikkeld en uitgegeven door Ubisoft. Het is het zesde deel uit de Just Dance-serie en kwam in de Verenigde Staten, Europa en het Verenigd Koninkrijk in oktober 2014 uit. Het spel werd samen met Just Dance Now officieel aangekondigd tijdens de persconferentie van Ubisoft tijdens de E3 van 2014.

## Spel
In Just Dance 2015 moet de speler, net zoals bij eerdere spellen uit de serie, de danspassen van de virtuele choreograaf zo goed mogelijk nadansen. Nieuw is de Community Remix-modus, waarin de speler zijn of haar danspassen kan opnemen en delen. Vervolgens kunnen andere spelers wereldwijd de geüploade danspassen van de speler nadansen. Modi van de eerdere spellen zoals World Dancefloor en de Autodance keren terug in het spel.
Een ander spel, dat samen met Just Dance 2015 werd aangekondigd, heet Just Dance Now, een dansspel via mobiele telefoon. De iOS of het Android-toestel (internetverbinding vereist) meet de bewegingen met behulp van de accelerometer en geeft dansinstructies via het scherm. Het is mogelijk om het spel te spelen met wel 20.000 personen.

## Lijst met nummers
Het spel bevat 45 nummers.
| Nummer                                    | Artiest                                                  | Jaar | Modus              | Coach   | Niveau    |
| ----------------------------------------- | -------------------------------------------------------- | ---- | ------------------ | ------- | --------- |
| "4x4"                                     | Miley Cyrus                                              | 2013 | Dance Crew         | ♂/♀/♀/♂ | makkelijk |
| "Addicted to You"                         | Avicii                                                   | 2014 | Solo               | ♀       | moeilijk  |
| "Ain't No Mountain High Enough"           | Marvin Gaye met Tammi Terrell                            | 1967 | Duet               | ♀/♂     | makkelijk |
| "Bad Romance"                             | Lady Gaga                                                | 2009 | Trio               | ♀/♀/♀   | gemiddeld |
| "Bailando"                                | Enrique Iglesias met Descemer Bueno en Gente de Zona     | 2014 | Duet               | ♀/♂     | gemiddeld |
| "Bang Bang"                               | Jessie J met Ariana Grande en Nicki Minaj                | 2014 | Dance Crew         | ♀/♀/♀/♀ | moeilijk  |
| "Best Song Ever"                          | One Direction                                            | 2013 | Dance Crew         | ♂/♂/♂/♂ | gemiddeld |
| "Birthday"                                | Katy Perry                                               | 2014 | Solo               | ♀       | gemiddeld |
| "Black Widow"                             | Iggy Azalea met Rita Ora                                 | 2014 | Solo               | ♀       | moeilijk  |
| "Built For This"                          | Becky G                                                  | 2013 | Solo               | ♀       | gemiddeld |
| "Burn"                                    | Ellie Goulding                                           | 2013 | Solo               | ♀       | moeilijk  |
| "Dark Horse"                              | Katy Perry                                               | 2013 | Trio               | ♂/♀/♂   | makkelijk |
| "Diamonds"                                | Rihanna                                                  | 2012 | Solo               | ♀       | moeilijk  |
| "Don't Worry, Be Happy"*                  | Bobby McFerrin (The Bench Men)                           | 1988 | Trio               | ♂/♂/♂   | moeilijk  |
| "Epic Sirtaki"*                           | Cast van Zorba de Griek (The Bouzouki's)                 | 1964 | Trio               | ♂/♂/♂   | makkelijk |
| "Fatima"                                  | Cheb Salama                                              | 2014 | Solo               | ♀       | makkelijk |
| "Get Low"                                 | Dillon Francis met DJ Snake                              | 2014 | Duet               | ♂/♂/    | moeilijk  |
| "Happy"                                   | Pharrell Williams                                        | 2013 | Solo               | ♂       | makkelijk |
| "Holding Out for a Hero"                  | Bonnie Tyler                                             | 1984 | Solo               | ♂       | moeilijk  |
| "I Love It"                               | Icona Pop met Charli XCX                                 | 2012 | Solo               | ♀       | moeilijk  |
| "It's My Birthday"                        | will.iam met Cody Wise                                   | 2014 | Trio               | ♂/♀/♂   | gemiddeld |
| "Kiss Kiss" (N)                           | Prince Royce                                             | 2013 | Solo               | ♂       | makkelijk |
| "Let It Go"                               | Idina Menzel                                             | 2013 | Duet               | ♀/♀     | makkelijk |
| "Love Is All"*                            | Roger Glover & the Butterfly Ball (The Sunlight Shakers) | 1974 | Duet               | ♀/♂     | gemiddeld |
| "Love Me Again"                           | John Newman                                              | 2013 | Solo               | ♂       | gemiddeld |
| "Macarena (Bayside Boys Mix)"*            | Los Del Rio (The Girly Team)                             | 1995 | Dance Crew         | ♀/♀/♀/♀ | makkelijk |
| "Mahna Mahna"*                            | Piero Unmiliani (Frankie Bostello)                       | 1968 | Trio               | ♀/♂/♀   | gemiddeld |
| "Maps"                                    | Maroon 5                                                 | 2014 | Solo               | ♀       | moeilijk  |
| "Me and My Broken Heart"                  | Rixton                                                   | 2014 | Duet               | ♂/♀     | gemiddeld |
| "Movement is Happiness (Find Your Thing)" | Avishay Goren en Yossi Cohen                             | 2014 | Solo               | ♀       | gemiddeld |
| "Never Can Say Goodbye"                   | Gloria Gaynor                                            | 1974 | Solo               | ♀       | makkelijk |
| "Nitro Bot" (U)                           | Sentai Express                                           | 2013 | Duet               | ♂/♀     | makkelijk |
| "Only You (And You Alone)"*               | The Platters (Love Letter)                               | 1955 | Duet               | ♀/♂     | makkelijk |
| "Papaoutai" (P)                           | Stromae                                                  | 2013 | Duet               | ♂/♂     | moeilijk  |
| "Problem"                                 | Ariana Grande met Iggy Azalea en Big Sean                | 2014 | Solo               | ♀       | makkelijk |
| "She Looks So Perfect"                    | 5 Seconds of Summer                                      | 2014 | Dance Crew         | ♂/♂/♂/♂ | gemiddeld |
| "Speedy Gonzales"*                        | David Dante (Los Pimientos Locos)                        | 1961 | Duet               | ♂/♀     | makkelijk |
| "Summer"                                  | Calvin Harris                                            | 2014 | Solo               | ♀       | makkelijk |
| "Tetris"*                                 | Hirokazu Tanaka (Dancing Bros.)                          | 1989 | Dance Crew         | ♂/♂/♂/♂ | makkelijk |
| "The Fox (What Does the Fox Say?)"        | Ylvis                                                    | 2013 | Trio               | ♀/♂/♀   | gemiddeld |
| "Till I Find You" (N)                     | Austin Mahone                                            | 2014 | Solo               | ♂       | moeilijk  |
| "Walk This Way"                           | Run DMC met Aerosmith                                    | 1986 | Dance Crew         | ♂/♂/♂/♂ | gemiddeld |
| "Xmas Tree"                               | Bollywood Santa                                          | 2014 | Duet               | ♀/♂     | gemiddeld |
| "You Spin Me Round (Like a Record)"       | Dead or Alive                                            | 1984 | Solo               | ♂       | moeilijk  |
| "You're On My Mind"                       | Imposs met J. Perry                                      | 2014 | Dance Crew Mash-up | -       | makkelijk |

- Een "*" geeft aan dat het niet de originele versie is, maar een cover.
- Artiesten die geplaatst zijn tussen haakjes, geven aan dat het de cover-artiest is.
- Een "(P)" geeft aan dat het nummer alleen bespeelbaar is voor de PAL (Europa en Australië)-versie.
- Een "(N)" geeft aan dat het nummer alleen bespeelbaar is voor de NTSC (Noord-Amerika)-versie.
- Een "(U)" geeft aan dat het U-play exclusieve nummer is.

Noot: "Trio"-modus is niet hetzelfde als de "On-Stage"-modus.

### Alternatieve routines
Momenteel zijn er acht alternatieve routines bevestigd.
| Nummer                             | Artiest                  | Jaar | Modus                | Coach | Niveau    |
| ---------------------------------- | ------------------------ | ---- | -------------------- | ----- | --------- |
| "Bad Romance"                      | Lady Gaga                | 2009 | Official Choreo/Solo | ♂     | virtuoso  |
| "Diamonds"                         | Rihanna                  | 2014 | Seated Dance/Duet    | ♀/♂   | makkelijk |
| "Happy"                            | Pharrell Williams        | 2013 | Sing Along/Trio      | ♂/♂/♂ | moeilijk  |
| "I Love It"                        | Icona Pop met Charli XCX | 2012 | Guards Dance/Duet    | ♂/♂   | makkelijk |
| "It's My Birthday"                 | will.i.am met Cody Wise  | 2014 | Bollywood Dance/Solo | ♂     | gemiddeld |
| "Papaoutai" (P)                    | Stromae                  | 2013 | African Dance/Solo   | ♀     | gemiddeld |
| "Summer"                           | Calvin Harris            | 2014 | Fitness Dance/Solo   | ♂     | makkelijk |
| "The Fox (What Does the Fox Say?)" | Ylvis                    | 2013 | Campfire Dance/Duet  | ♂/♂   | gemiddeld |
| "Walk This Way"                    | Run DMC met Aerosmith    | 1986 | Old School/Solo      | ♀     | gemiddeld |

### Community Remix
Community Remix is beschikbaar voor alle nummers in het spel.

### Party Master Mode
| Nummer                               | Artiest       | Jaar |
| ------------------------------------ | ------------- | ---- |
| "Birthday"                           | Katy Perry    | 2014 |
| "Built For This"                     | Becky G       | 2013 |
| "Holding Out for a Hero"             | Bonnie Tyler  | 1984 |
| "Summer"                             | Calvin Harris | 2014 |
| "You Spin Me Around (Like a Record)" | Dead or Alive | 1984 |

### Dance Mashup
De modus Dance Mashup is ook speelbaar in Just Dance 2015.
| Nummer                             | Artiest                                                  | Jaar | Mode       | Thema                   | Gouden moves |
| ---------------------------------- | -------------------------------------------------------- | ---- | ---------- | ----------------------- | ------------ |
| "4x4"                              | Miley Cyrus                                              | 2013 | Solo       | Best of Just Dance 4    | TBA          |
| "Bad Romance" (O)                  | Lady Gaga                                                | 2009 | Solo       | Monsters                | TBA          |
| "Bailando"                         | Enrique Iglesias met Descemer Bueno en Gente de Zona     | 2014 | Solo       | Let's Rock!             | TBA          |
| "Best Song Ever"                   | One Direction                                            | 2013 | Solo       | Fitness                 | TBA          |
| "Birthday"                         | Katy Perry                                               | 2014 | Solo       | Best of Katy            | Ja           |
| "Built For This"                   | Becky G                                                  | 2013 | Solo       | Robots                  | TBA          |
| "Dark Horse"                       | Katy Perry                                               | 2013 | Solo       | Mystic Princesses       | Ja           |
| "The Fox (What Does the Fox Say?)" | Ylvis                                                    | 2013 | Solo       | Shamans                 | TBA          |
| "Holding Out for a Hero"           | Bonnie Tyler                                             | 1984 | Duet       | Cray Cray Duet          | TBA          |
| "I Love It"                        | Icona Pop met Charli XCX                                 | 2012 | Solo       | Best of Just Dance 2014 | TBA          |
| "It's My Birthday"                 | will.i.am met Cody Wise                                  | 2014 | Solo       | Suit Up                 | TBA          |
| "Love Is All"                      | Roger Glover & the Butterfly Ball (The Sunlight Shakers) | 1974 | Duet       | Sisters Duet            | TBA          |
| "Love Me Again" (U)                | John Newman                                              | 2013 | Solo       | Ex-girlfriends          | TBA          |
| "Maps"                             | Maroon 5                                                 | 2014 | Solo       | Best of Just Dance 3    | Ja           |
| "Never Can Say Goodbye"            | Gloria Gaynor                                            | 1974 | Solo       | Best of Just Dance 2    | TBA          |
| "Papaoutai" (P)                    | Stromae                                                  | 2013 | Solo       | Ultra Violet            | TBA          |
| "Problem"                          | Ariana Grande met Iggy Azalea en Big Sean                | 2014 | Duet       | Lovers Duet             | TBA          |
| "Summer"                           | Calvin Harris                                            | 2014 | Solo       | Girl Power              | Ja           |
| "Till I Find You" (N)              | Austin Mahone                                            | 2014 | Duet       | Duet Mash-up            | TBA          |
| "Walk This Way"                    | Run DMC met Aerosmith                                    | 1975 | Solo       | Ladies Only             | TBA          |
| "You're On My Mind"                | Imposs met J. Perry                                      | 2014 | Dance Crew | Dance Crew Mash-up      | Ja           |

- Een "*" geeft aan dat het niet de originele versie is, maar een cover.
- Artiesten die geplaatst zijn tussen haakjes, geven aan dat het de cover-artiest is.
- Een "(U)" geeft aan dat het nummer ontgrendelbaar is via Uplay. Voor de Wii-versie moet de speler het nummer ontgrendelen door middel van Mojo coins.
- Een "(N)" geeft aan dat het nummer alleen bespeelbaar is voor de NTSC (Noord-Amerika)-versie.
- Een "(S)" geeft aan dat de mashup een sweat-mashup is.
- Een "(O)" geeft aan dat de mashup alleen tijdens oktober vergrendelbaar is.

### Downloadbare inhoud
Net zoals bij de vorige delen van het spel biedt Just Dance 2015 ook downloadbare inhoud aan.
| Nummer                                       | Artiest(en)                         | Jaar | Modus | Danser(s) | Uitgavedatum     |
| -------------------------------------------- | ----------------------------------- | ---- | ----- | --------- | ---------------- |
| "Break Free"                                 | Ariana Grande met Zedd              | 2014 | Solo  | ♀         | 21 oktober 2014  |
| "I Luh Ya Papi"                              | Jennifer Lopez met French Montana   | 2014 | Solo  | ♀         | 21 oktober 2014  |
| "Papaoutai" (N)                              | Stromae                             | 2014 | Duet  | ♂/♂       | 21 oktober 2014  |
| "Till I Find You" (P)                        | Austin Mahone                       | 2014 | Solo  | ♂         | 23 oktober 2014  |
| "One Way or Another (Teenage Kicks)" (2014D) | One Direction                       | 2013 | Solo  | ♂         | 21 oktober 2014  |
| "Don't You Worry Child" (2014D)              | Swedish House Mafia met John Martin | 2012 | Solo  | ♂         | 21 oktober 2014  |
| "Wake Me Up" (2014D)                         | Avicii met Aloe Blacc               | 2013 | Solo  | ♂         | 21 oktober 2014  |
| "Sexy and I Know It" (2014D)                 | LMFAO                               | 2011 | Solo  | ♂         | 21 oktober 2014  |
| "Gangnam Style" (4D)/(2014D)                 | PSY                                 | 2012 | Duet  | ♂/♀-♂-♀   | 21 oktober 2014  |
| "Die Young" (4D)/(2014D)                     | Kesha                               | 2012 | Duet  | ♀/♀       | 21 oktober 2014  |
| "Roar" (2014D)                               | Katy Perry                          | 2013 | Solo  | ♀         | 21 oktober 2014  |
| "Just Dance"                                 | Lady Gaga met Colby O'Donis         | 2008 | Solo  | ♀         | 21 oktober 2014  |
| "I Need Your Love" (2014D)                   | Calvin Harris met Ellie Goulding    | 2013 | Solo  | ♀         | 21 oktober 2014  |
| "Moves Like Jagger"                          | Maroon 5 met Christina Aguilera     | 2011 | Solo  | ♂         | 21 oktober 2014  |
| "Beauty and a Beat"                          | Justin Bieber met Nicki Minaj       | 2012 | Solo  | ♂         | 21 oktober 2014  |
| "Boom Clap"                                  | Charli XCX                          | 2014 | Solo  | ♀         | TBA              |
| "We Can't Stop"                              | Miley Cyrus                         | 2013 | Solo  | ♀         | 26 november 2014 |
| "C'mon" (2014D)                              | Ke$ha                               | 2013 | Duet  | ♀/♂       | 26 november 2014 |

- Een "(4D)" geeft aan dat het nummer al een DLC was in Just Dance 4.
- Een "(2014D)" geeft aan dat het nummer al een DLC was in Just Dance 2014.